# Michele Pellegrino
Michele Pellegrino (25. dubna 1903 – 10. října 1986 Turín) byl italský kardinál, v letech 1965–1977 arcibiskup Turína.

## Student a kněz
Narodil se v obci Centallo v Provincii Cuneo. V říjnu 1913 vstoupil do Fossano Minor Seminary. Vedle práce pastora pokračoval ve vysokoškolském studiu. Studoval v Miláně a Turíně, katolickou teologii a filosofii. Od roku 1929 do roku 1933 pracoval jako duchovní ředitel na semináři Fossano. V letech 1933 až 1943 vykonával různé úkoly pří řízení diecéze Fossano. V období 1943–1965 byl přednášejícím na katolické fakultě Univerzity v Turíně.

## Biskup a kardinál
Dne 18. září 1965 ho papež Pavel VI. jmenoval arcibiskupem Turína. Jako biskup byl přítomen na posledním zasedání Druhého vatikánského koncilu v roce 1965. Do hodnosti kardinála konzistoře byl jmenován 26. června 1967.
Zemřel 10. října 1986 v Turíně a byl pohřben v rodinné hrobce v Roata Chiusani v Centallu.